# Pelkyi Ngangchul
Pelkyi Ngangchul, död 836, var en tibetansk kejsarinna, gift med kejsar Tritsug Detsen (Ralpacan) (regerade 815-836).
Hon var medlem av den adliga Chogro-klanen. Hon är en enda av kejsarens hustrur som är känd och uppenbarligen hans huvudhustru och kejsarinna. Hon fick inga barn, och kejsaren saknade därför tronarvinge. Hennes make beskrivs som en framgångsrik buddhistisk regent, som styrde tillsammans med sin rådgivare, buddhistmunken Drenka Pelkyi Yonten.
Vid denna tid hade Tibet ännu bara varit statsreligion sedan 794, och det fanns en opposition vid hovet mot buddhismen och kejsarens munkrådgivare. En hovkamarilla drev då en kampanj mot Drenka Pelkyi Yonten och anklagade munken för att ha brutit sina munklöften genom att ha haft samlag med kejsarinnan. De lyckades övertyga kejsaren, som grep och avrättade Drenka Pelkyi Yonten, medan kejsarinnan, antingen på eget initiativ eller uppmanad, begick självmord genom att kasta sig från en höjd.
Skandalen gjorde att kejsaren förlorade stödet från hennes klan, som störtade och dödade honom som hämnd. Han efterträddes av sin bror Langdarma, vars regeringen slutade 842 i kejsardömets upplösning.